# Stefan Ishizaki
Stefan Daisuke Ishizaki (* 15. Mai 1982 in Stockholm) ist ein ehemaliger schwedischer Fußballspieler. Der Mittelfeldspieler, der zwischen 2001 und 2012 in 13 Länderspielen für die schwedische Nationalmannschaft auflief, wurde sowohl schwedischer, norwegischer als auch US-amerikanischer Landesmeister.

## Werdegang

### Anfangsjahre und Durchbruch in Schweden
Der als Sohn eines Japaners und einer Schwedin geborene Ishizaki begann 1987 mit dem Vereinsfußball bei Djurgårdens IF. Bereits im folgenden Jahr verließ er den Klub und wechselte innerhalb Stockholms zum Rågsveds IF. 1998 debütierte er als 16-Jähriger in der Männermannschaft des Klubs, die in der fünftklassigen Division 4 Stockholm Södra antrat, und spielte sich in die Jugendauswahlen des Svenska Fotbollförbundet. Daraufhin meldeten alle größeren Stockholmer Vereine Interesse an einer Verpflichtung des Talents an.
Ishizaki entschloss sich, das Angebot des Solnaer Klubs AIK anzunehmen. Bei einem der ersten Pflichtspiele des Jahres, dem Viertrundenspiel im schwedischen Landespokal gegen Gefle IF, kam er im März 1999 zu seinem Debüt in der Männermannschaft des Klubs. Hauptsächlich spielte er in der Folge in der Jugendmannschaft des Traditionsvereins an, Trainer Stuart Baxter nominierte ihn jedoch für das Pokalendspiel im selben Jahr gegen IFK Göteborg. Beim 1:0-Erfolg durch ein Tor von Patrick Englund am 14. Mai 1999 – einen Tag vor seinem 17. Geburtstag – wurde er in der 83. Spielminute eingewechselt und somit zum jüngsten Pokalsieger in der Geschichte des Wettbewerbs. 
Bis zu seinem Debüt in der Allsvenskan musste sich Ishizaki etwas länger gedulden. Am 10. April 2000 kam er als Einwechselspieler beim 2:1-Auswärtserfolg beim IF Elfsborg zu seinem ersten Einsatz in der schwedischen Eliteserie. Im Saisonverlauf konnte der Mittelfeldspieler sich einen Stammplatz erkämpfen und spielte sich sowohl in die schwedische U-21-Auswahl als auch in die A-Nationalmannschaft. In beiden Auswahlmannschaften debütierte er jeweils 2001, konnte sich jedoch nur in der Juniorenauswahl einen Stammplatz erkämpfen. 

### Zwischen Italien, Schweden und Norwegen
Nach Ende der Spielzeit 2003 wurde Ishizaki bis Sommer 2004 auf Leihbasis an den italienischen Klub CFC Genua abgegeben. In der Serie B konnte er jedoch nicht überzeugen. Nachdem der italienische Klub eine Kaufoption ungenutzt ließ, kehrte er nach Ablauf der Leihfrist zu seinem alten Arbeitgeber zurück. Dieser befand sich im Abstiegskampf, jedoch konnte Ishizaki trotz seiner vier Torerfolge den Abstieg des Klubs in die Superettan am Saisonende nicht verhindern.
Ishizaki verließ daraufhin wie seine Mannschaftskameraden Pa Modou Kah und Håkan Svensson den schwedischen Klub. Die nächste Station seiner Karriere war der norwegische Verein Vålerenga IF. Nachdem in den vorhergehenden 13 Jahren Rosenborg BK jeweils den norwegischen Meistertitel erspielen konnte, beendete er mit seinem Klub diese Serie. Da er sich nicht dauerhaft in der Tippeligaen durchsetzen konnte, beschloss er nach nur einer Spielzeit dem Klub den Rücken zu kehren.

### Rückkehr nach und acht Jahre in Schweden
Ishizaki kehrte in die Allsvenskan zurück. Bei IF Elfsborg, der 3 Millionen schwedische Kronen Ablösesumme bezahlte, unterschrieb der Mittelfeldspieler einen Vier-Jahres-Vertrag. Dort erkämpfte er sich auf Anhieb einen Stammplatz und gewann mit dem Klub in seiner ersten Spielzeit die schwedische Meisterschaft. Mit jeweils acht Toren in den folgenden Spielzeiten verhalf er dem Klub zur regelmäßigen Qualifikation für die Royal League. 
In der Spielzeit 2008 verpasste Ishizaki mit seinem Klub knapp den schwedischen Meistertitel, als er mit einem Punkt Rückstand auf Kalmar FF mit der Mannschaft um Spieler wie Anders Svensson, Fredrik Berglund und Denni Avdić Vizemeister wurde. Auch in der folgenden Spielzeit gehörte er – abgesehen von einem verletzungsbedingten Ausfall zu Saisonbeginn – zu dem Stammspielern und erzielte sechs Saisontore. Im Januar 2010 verlängerte er seinen Vertrag mit IF Elfsborg bis 2014. Die anschließende Spielzeit war jedoch von Verletzungen überschattet, erzielte aber mit sechs Saisontoren in 13 Partien eine gute Torquote. In der Spielzeit 2011 war er wiederum Stammspieler und mit abermals sechs Saisontoren an der Etablierung des Klubs im Bereich der Europapokalplätze entscheidend beteiligt.

### Meisterschaft in den USA und erneute Rückkehr zu AIK
Am 30. Januar 2014 bestätigte IF Elfsborg Ishizakis Wechsel in die US-amerikanische MLS zu LA Galaxy. Bei den Kaliforniern war er unter Trainer Bruce Arena über weitere Strecken Stammspieler. In seiner ersten Spielzeit erzielte er bei 30 Einsätzen in der regulären Spielzeit fünf Tore und qualifizierte sich mit der Mannschaft als Zweiter der Western Conference hinter dem Seattle Sounders FC für die Meisterschaftsplayoffs. Dort zog sie nach Erfolgen über Real Salt Lake und die Sounders ins Endspiel um den MLS Cup ein. Ishizaki bereitete im Finalspiel gegen New England Revolution den 1:0-Führungstreffer durch Gyasi Zardes vor, war aber gemeinsam mit Robbie Rogers zu Beginn der Verlängerung beim Stand von 1:1-Unentschieden gegen Dan Gargan respektive Alan Gordon ausgetauscht worden. Sein Teamkollege und Mannschaftskapitän Robbie Keane erzielte per Rechtsschuss den Siegtreffer zum 2:1-Erfolg nach Verlängerung. 
In der folgenden Spielzeit war Ishizaki unumstrittener Stammspieler, bis Anfang Juli 2015 hatte er 20 der bis dato von seiner Mannschaft absolvierten 23 Saisonspiele bestritten und rangierte auf dem dritten Tabellenplatz. Er löste jedoch seinen Vertrag beim US-amerikanischen MLS-Franchise vorzeitig auf, um mit seiner Familie nach Schweden zurückkehren zu können.
Am 10. Juli gab sein vormaliger Klub und erste Profistation AIK Ishizakis Verpflichtung bekannt, der einen bis Ende 2017 gültigen Vertrag unterzeichnete. Trainer Andreas Alm setzte direkt auf den erfahrenen Spieler, der aufgrund einer Verletzung bis zum Saisonende auf neun Spieleinsätze in der Allsvenskan kam und die Spielzeit mit dem Klub als Tabellendritter abschloss. Auch unter Alms Nachfolger Rikard Norling gehörte er zu den Stammkräften, dabei erzielte er am neunten Spieltag der Spielzeit 2016 beim 2:0-Erfolg im Tvillingderbyt gegen Djurgårdens IF den ersten Pflichtspieltreffer unter dem neuen Chefcoach. 
2019 beendete er seine aktive Spielerkarriere bei IF Elfsborg.

## Erfolge
- Schwedischer Pokalsieger: 1999
- Norwegischer Meister: 2005
- Schwedischer Meister: 2006